# Carlos Guerini
Carlos Alfredo Guerini Lacasia (Córdoba, 10 de marzo de 1949-Madrid, 24 de octubre de 2023) fue un futbolista argentino. Jugaba de delantero y desarrolló su carrera deportiva en General Paz Juniors, Rosario Puerto Belgrano de Punta Alta, Belgrano de Córdoba, Boca Juniors, CD Málaga, Real Madrid y Talleres de Córdoba. También integró la Selección Argentina.
Era sobrino de Carlos Lacasia, exdelantero de General Paz Juniors, de recordado paso por Independiente y la Selección Argentina.

## Carrera
Comenzó su carrera en General Paz Juniors hasta 1970. Tuvo un paso por la Liga del Sur de Bahía Blanca jugando para el equipo de Rosario Puerto Belgrano de Punta Alta, donde salió campeón en la temporada 1971. Continuó su carrera deportiva en el Belgrano de Córdoba para disputar el Nacional de ese mismo año, destacándose por su habilidad y dotes de goleador.“En Belgrano empecé a hacer goles, goles, goles. Viste cuando te tocan con una varita mágica. El Gigante se ponía hasta las manos. Iban las hinchadas de Belgrano y de Talleres juntas”, dijo Guerini en un viejo reportaje a La Voz del Interior.
En el verano de 1973 se confirmó su pase a Boca Juniors. "Fui nombrado como “mejor jugador del Interior” cuando vestí la camiseta de Belgrano de Córdoba, e inmediatamente me dijeron que Alberto J. Armando, que era el presidente de Boca, me quería. No me quería ir de Córdoba, no quería saber nada, pero al final acepté y al poco tiempo me citó Enrique Omar Sívori a la Selección Argentina", comentó en una entrevista.
Llegó al equipo dirigido por Rogelio Domínguez para reemplazar a Enzo Ferrero. Durante su paso muy breve y resonante por el club xeneize, donde convirtió 16 goles en 27 partidos, quedaron registradas para siempre la velocidad de sus piques y la potencia de sus disparos con la pierna izquierda. Deslumbró en una gira por Brasil, donde le convirtió dos veces a Gremio, en Porto Alegre, para un contundente 4-1 que daba la pauta del poderío ofensivo de aquel Boca. Sumó ocho goles en 16 partidos del Campeonato Metropolitano. Los últimos tres fueron en una racha espectacular: el primero en un 5-2 nocturno a River en la Bombonera, otro en un 7-1 a All Boys en el Viejo Gasómetro y el restante para ganarle 2-1 a Chacarita en la cancha de Vélez.
Por su buen desempeño fue citado a la Selección Argentina para jugar las eliminatorias al Mundial de Alemania de 1974 frente a Paraguay y Bolivia. El 7 de octubre de 1973, en la Bombonera, fue uno de los principales protagonistas en el duelo ante los paraguayos.
El equipo dirigido por Enrique Omar Sivori tenía buenos jugadores, pero llegaba a la última fecha cabeza a cabeza con Paraguay. Un domingo 7 de octubre de 1973, ante una Bombonera rugiente, Argentina igualaba 1 a 1 con los paraguayos, cuando a los pocos minutos del segundo tiempo Carlos Guerini ingresó en reemplazo de Ramón Ponce. El Chupete cambió la historia del partido: en su primera participación asistió a Rubén Ayala para el 2 a 1 y luego clavó un zurdazo en el ángulo para asegurar la tan ansiada clasificación al Mundial. Argentina volvía a jugar una Copa del Mundo después de 8 años y Guerini tuvo mucho que ver.
Luego, por razones nunca aclaradas, un nuevo cuerpo técnico asumió en la Selección y no fue convocado para el Mundial.
"No sé qué pasó, pero fui el único de ese equipo al que no llevaron al Mundial. Me quedó un gusto amargo porque había marcado el triunfo; pero fue así y no vale la pena preguntar. No te llevan y listo".
Enviados del CD Málaga vinieron a la Argentina para incorporar a otro cordobés: Hugo Alberto Curioni. Ese día Guerini hizo los dos goles de Boca ante Ferro y eso cambió la decisión de los dirigentes. El Chupete fue adquirido por el club español, donde fue compañero de Sebastián Viberti y jugó hasta 1975.
Ese año se trasladó al Real Madrid, permaneciendo en el equipo merengue hasta 1979, donde compartió plantel junto a Vicente Del Bosque, Juanito, Pirri, Santillana y los alemanes Gunther Netzer y Paul Breitner. Ganó tres Ligas, jugó 85 partidos y marcó 12 goles. Le tocó vivir el tramo final de la presidencia de Santiago Bernabéu y el inicio de la Luis de Carlos. No era un jugador elegante, pero sí de entrega.
Así recordaba su paso por el club español: "No hay otro club en el mundo como el Real Madrid, por el señorío, por lo que es como institución. En el Santiago Bernabeu, la gente aplaudía o como máximo, tiraba almohadones cuando se enojaba. Tuve algunos compañeros fenomenales como Juanito, un wing derecho, que estaba más loco que yo, y que murió en un accidente, o Santillana, el mejor cabeceador de Europa, o los alemanes Paul Breitner y Gunther Netzer, ¡qué jugadores! Sufrí en el primer año porque había que acostumbrarse a los cambios. El que no corría, no jugaba. Antes, el fútbol europeo era todo fuerza y lucha, ahora aprendemos de ellos. También estaban Pirri, Miguel Ángel, Del Sol, Benito, Camacho, que era muy joven cuando yo jugaba, pero que debutó marcando y anulando por completo a Cruyff".
Sin embargo, también fue autocrítico. "Lo que pasó es que nunca fui profesional. Me daba lo mismo estar en el Madrid que en Villa Azalais”.
A mediados de 1979 regresó a la Argentina para sumarse a las filas de Talleres de Córdoba. Ese paso desde Real Madrid es muy recordado en Córdoba: "Amadeo Nuccetelli (por entonces, el presidente de Talleres) había viajado a Sevilla a comprarlo a Ricardo Bertoni. Lo fuimos a despedir al aeropuerto con Candalá, el hombre que manejaba mis papeles. Me dijo que Bertoni no había aceptado y me preguntó si quería volver. Me voy mañana, le dije. Me hizo el contrato en la hoja de vuelo que tenía él. Hablé con los dirigentes de Real Madrid y no querían saber nada. Me decían: ‘Está loco. No es por nada, pero no va a comparar Talleres que está jugando en una Liga de Córdoba con nosotros que estamos jugando copas en Europa. Usted está en el mejor club del mundo’. Y como soy caprichoso, les dije ‘me voy, me voy y me voy’. Perdí dos años de contrato y un montón de cosas", destacó.
En Talleres marcó el gol para ganar el Apertura de la Liga Cordobesa y luego obtuvo el torneo Oficial de ese año 1979. Disputó 123 partidos, convirtió 36 goles y ganó dos títulos de la Liga. Cinco años después, en 1985, Carlos regresó al club que lo vio nacer, Belgrano de Córdoba, en donde finalmente se retiró del fútbol.
Algunos lo consideraban el Johan Cruyff argentino. Ocupa un lugar entre el olimpo de los cracks cordobeses, como Mario Alberto Kempes, Osvaldo Ardiles, Juan Carlos Heredia, Daniel Willington, José Daniel Valencia, Luis Galván, Luis Amuchástegui, Paulo Dybala y Julián Alvarez, entre otros.
No hizo una gran diferencia económica en sus años de esplendor, pero vivía bien, en la acomodada zona de Tablada Park, cerca del Cerro Las Rosas, con una jubilación española en euros y con la idea de regresar a vivir allí (residió hasta hace doce años) con su mujer.

## Muerte
Carlos Guerini falleció el 24 de octubre de 2023, a los 74 años. Su deceso se produjo en Madrid, mientras se encontraba visitando a una de sus hijas.

## Clubes
| Club                         | País      | Año       |
| ---------------------------- | --------- | --------- |
| General Paz Juniors          | Argentina | 1966-1970 |
| Club Rosario Puerto Belgrano | Argentina | 1970-1971 |
| Belgrano de Córdoba          | Argentina | 1972      |
| Boca Juniors                 | Argentina | 1973      |
| CD Málaga                    | España    | 1973-1975 |
| Real Madrid                  | España    | 1975-1979 |
| Talleres de Córdoba          | Argentina | 1979-1980 |
| Belgrano de Córdoba          | Argentina | 1985      |